# فیسبک
فیسبک (به آلمانی: Visbek) یک شهر در آلمان است که در وچتا واقع شده‌است. فیسبک ۹٬۲۴۲ نفر جمعیت دارد.

## خواهرخوانده
شهر canton of Pontvallain خواهرخواندهٔ فیسبک هست.